# Ajnata
Ajnata (arab. عيناتا) – wieś w Syrii, w muhafazie Hims. W 2004 roku liczyła 780 mieszkańców.